# Ангел Държански
Ангел Георгиев Държански е български политик от БЗНС.

## Биография
От 1915 г. е член на БЗНС. Завършва право в Пловдив (1919). От 1921 до 1928 г. е съдия в Мездра. През 1944 г. е член на нелегалния комитет на Отечествения фронт, както и на БЗНС.
През 1944 – 1945 г. е за министър на железниците, пощите и телеграфите. След 1945 г. напуска ОФ поради комунистическата му ориентация и от казионния БЗНС се включва в основаването на Български земеделски народен съюз - Никола Петков, за което е изпратен в лагера Белене. Освободен е през 1959 г., но продължава да е следен от Държавна сигурност.
Реабилитиран е посмъртно през 1990 г.